# Osina

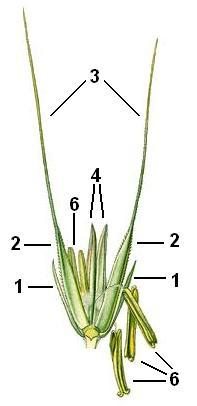
Příklad dvoukvětého klásku trav, 1-plevy, 2-pluchy, 3-osiny, 4-plušky, 6-tyčinky

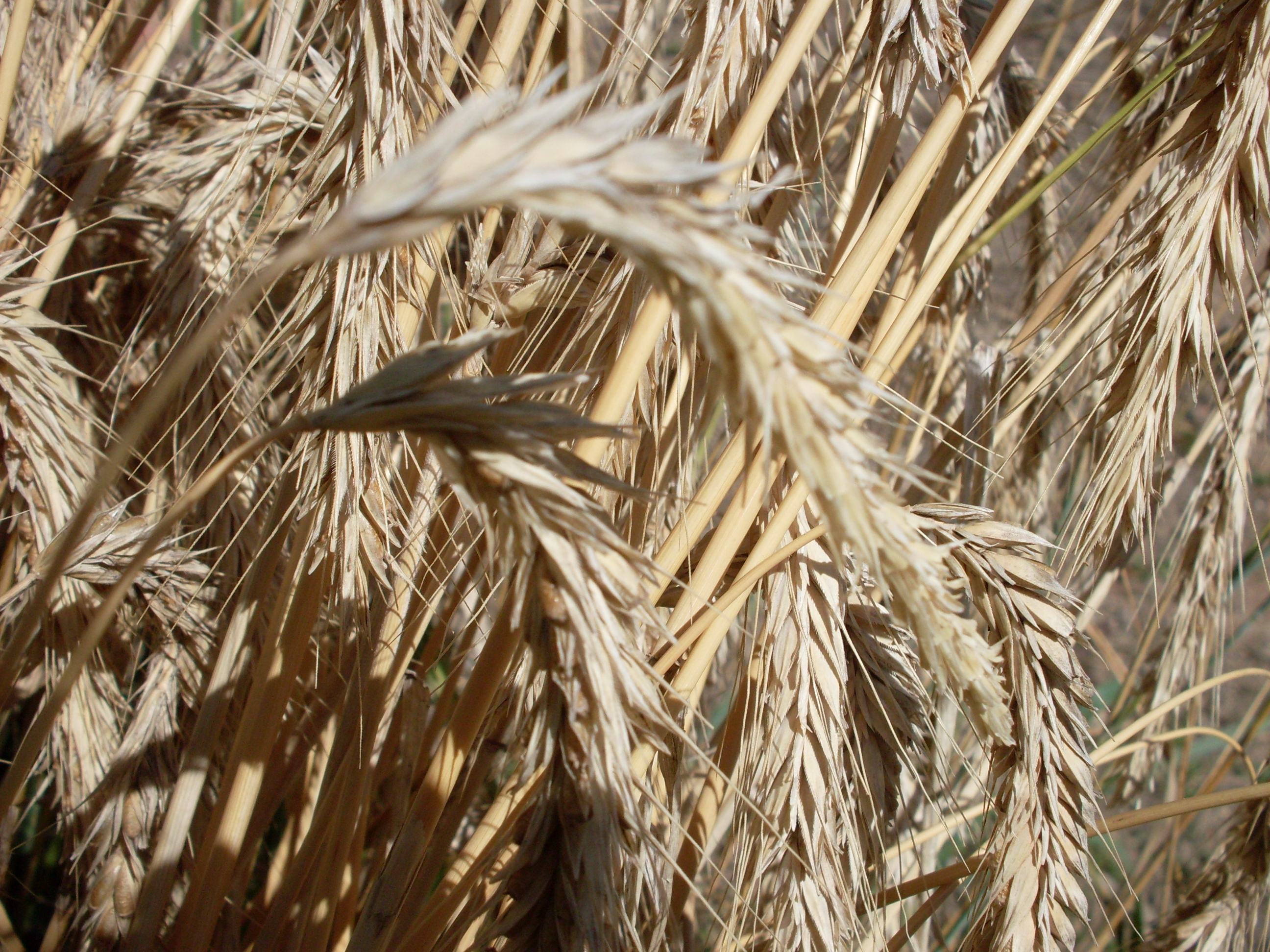
Osiny u žita seté (Secale cereale)

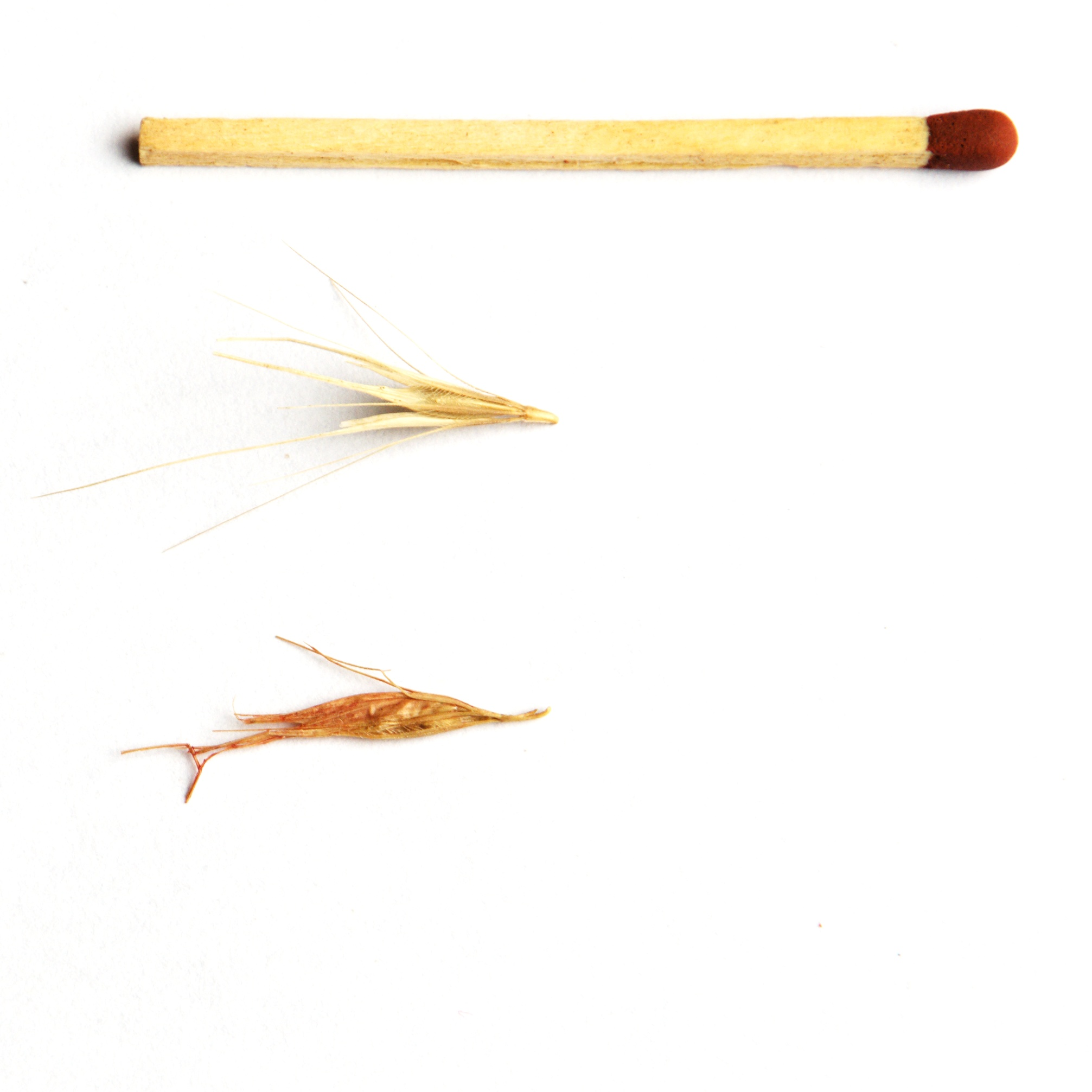
Osina ze zanícené rány

Osina (arista) je vláskovitý nebo štětinovitý výrůstek, často dosti dlouhý, drsný a tuhý, dlouhý i přes 1 cm. Vyskytuje se v jednoduchém květenství klásku, např. u čeledi lipnicovité (Poaceae) nebo šáchorovité (Cyperaceae). Osinou je zakončena pleva nebo častěji plucha, což jsou ochranné obaly semene které ho chrání při dozrání proti poškození. Podle toho kde osina vniká se rozlišuje na:
- osinu vybíhající z báze pluchy,
- osinu vybíhající z pluchy na zadní straně obilky,
- osinu vybíhající ze špice pluchy,
- osinu, do které plucha přímo vybíhá.

Osiny u některých rostlin také slouží podpoře rozmnožování. Např. u kakostů je osina vývrtkovitě stočena a u posledního závitu pravoúhle kolénkovitě ohnutá. Navlhčením rosou nebo deštěm se osina narovná a ostře zašpičatělou částí se zavrtává se semenem do země. Podobně funguje dlouhá osina na pluchách kavylů, ovsů, ovsířů a jiných druhů trav. U některých rostlin umožňuje osina navlháním a vysušováním i posunout semeno do místa s měkčí půdou.
Osiny pro svůj ostrý hrot způsobují i nepříjemné problémy mnoha savcům např. psům, kterým se zapichují (v lepším případě) do tlapek a způsobují záněty. 